# Février 2012 en sport
Cette page concerne l'actualité sportive du mois de février 2012

## Faits marquants

### Mercredi1erfévrier
- football : des affrontements à la fin d'un match du Championnat égyptien à Port-Saïd entre le Al-Masry Club et le Al-Ahly Club dégénèrent et entraînent la mort d'au moins 74 personnes[30],[31].

### Samedi11 février
- rugby à XV : le match de la deuxième journée du Tournoi des Six Nations entre la France et l'Irlande est reporté au 4 mars[32],[33]. La pelouse du Stade de France étant gelée par endroits, le comité du Tournoi des Six Nations en concertation avec les deux sélectionneurs et l’arbitre annulent la rencontre quelques minutes avant le coup d'envoi[34].

### Dimanche12 février
- football : l'équipe de Zambie remporte la Coupe d'Afrique des nations en battant la Côte d'Ivoire en finale au bout d'une séance de tirs au but (8 à 7). C'est le premier titre de la Zambie dans la compétition après deux finales perdues en 1974 et 1994[35].